# Case 143
«Case 143» (с англ. — «Дело 143») — заглавный сингл мини-альбома Maxident южнокорейского бой-бэнда Stray Kids. Выпущен вместе с альбомом 7 октября 2022 года лейблами JYP Entertainment и Republic Records. Написан участниками продюсерского юнита 3Racha, в состав которого входят Пан Чхан, Чханбин и Хан при соавторстве Рафаэля, Давида и Йосии. Представляет собой композицию в жанрах электро-хоп и поп, сравнивающую смятение, испытываемое при влюбленности, с неразрешенным «делом», при этом ссылаясь на число 143, который является кодом для английского выражения «i love you» (с англ. — «Я люблю тебя»). Японская версия сингла была выпущена 15 декабря.

## Предыстория и выпуск
6 сентября 2022 года Stray Kids загрузили трейлер, чтобы анонсировать выход седьмого мини-альбома Maxident. 13 сентября был опубликован список композиций альбома, где песня «Case 143» была представлена в качестве первой песни и заглавного сингла. Представители лейбла JYP Entertainment отметили, что данная композиция затрагивает тему, которую группа ранее не использовала для своего лид-сингла, впоследствии было подтверждено, что она посвящена любви. 17 сентября на мероприятии «Seoul Special (Unveil 11)» в рамках мирового турне группы «Maniac World Tour» состоялась премьера видео с мэшапом, в котором были показаны фрагменты всех композиций предстоящего мини-альбома, включая сингл «Case 143».
Первый тизер музыкального видеоклипа сингла «Case 143» был загружен 3 октября, представляя мир, созданный в клипе, в то время как второй тизер, опубликованный 4 октября, демонстрировал части песни и выступления. На следующий день, 5 октября, также был анонсирован видео с выступлением. Кроме того, фрагменты и хореография композиции были раскрыты через TikTok 6 октября, где участники выступали в костюмах персонажей «SKZoo». «Case 143» был выпущен одновременно с мини-альбома и соответствующим музыкальным видеоклипом 7 октября.
Японская версия «Case 143» впервые была представлена 2 декабря в рамках первого набора песен на шоу «Music Station Ultra Super Live 2022», где участники Stray Kids должны были участвовать 23 декабря. Впоследствии эта версия была выпущена 15 декабря в качестве отдельного цифрового сингла, а позже была включена в дебютный японский студийный альбом группы The Sound, выпущенный 22 февраля 2023 года.

## Композиция
Сингл «Case 143» имеет длительность три минуты и двенадцать секунд и была написан участниками продюсерского юнита 3Racha, Пан Чханом, Чханбином и Ханом, а также Рафаэлем из Producing Lab и Давидом и Йосией из 3scape. Сингл представляет собой композицию в жанрах электро-хоп и поп. В «Case 143» сравниваются запутанные чувства, возникающие при влюблённости, с «делом» и выражаются эмоции через число 143, которое является кодом, обозначающим фразу «i love you» (с англ. — «Я люблю тебя»). Песня написана в тональности фа-диез минор и имеет темп сто ударов в минуту.

## Оценка критиков
Кристал Белл из Teen Vogue оценила сингл «Case 143» как «полного сюрпризов» и описала её как «песню о любви для человека, который легко отвлекается». Белл также отметила в своем обзоре для Paper, что «это не какая-то грандиозная, романтизированная песня о любви. Она яркая, остроумная и, с точки зрения структуры, немного странная. Другими словами, это песня Stray Kids». Риан Дэли из New Musical Express описала эту песню как такую, которая «построена на постоянно меняющемся потоке звуков, некоторые из которых мрачные и зловещие, другие колеблющиеся и падающие». Издательство Idology’s Squib отметило, что «волнение умножилось, так как напряжение стало ещё проще благодаря проницательному духу, присутствовавшему с самого дебюта, который был описан как 'немного одухотворённый дух».
«Case 143» приобрел популярность в Японии после распространения в видеохостинге TikTok, в результате чего песня заняла первое место в голосовании читателей сайта Modelpress в категории «Лучший K-Pop 2022» года по версии Best Entertainment. Несколько других изданий включили эту песню в свои списки «лучших K-pop песен» 2022 года, в том числе Dazed (36-е место), Teen Vogue (без рейтинга) и Young Post от South China Morning Post (2-е место).

## Музыкальный видеоклип

Сцена из видеоклипа «Case 143», в которой Сынмин перематывает видео во время паузы.

Сопроводительный музыкальный видеоклип сингла «Case 143» был загружен одновременно с выпуском песни и мини-альбом Maxident 7 октября 2022 года. Видео начинается с того, что монстр в форме сердца, использующий элементы компьютерной графики, заражает Феликса, затем всех участников группы. В результате Чханбин вызывает полицейских, которые также являются участниками Stray Kids. Полицейские прибывают на место преступления для расследования и пытаются арестовать монстров и заражённых участников коллектива. Первые были арестованы, но последние продолжают испытывать чувство влюбленности. Полицейские отключают главный кабель, что приводит к разрушению декорации. Затем видео приостанавливается, и Сынмин перематывает его назад. Влюблённые участники группы вставляют кабель обратно, чтобы остановить разрушение, и разбивают видео, как стекло, чтобы покинуть его. Музыкальный видеоклип преодолел отметку в 100 миллионов просмотров на YouTube 28 марта 2023 года, став девятым клипом Stray Kids, достигнувшим этого рубежа.
Видеозапись выступления была загружена 15 октября и демонстрирует хореографию, снятую перед автомойкой и на улице. Музыкальный видеоклип японской версии был выпущен 22 января 2023 года. Он был создано японским иллюстратором Kawaisouni! и представляет собой покадровую анимацию, являющуюся ремейком оригинального музыкального видео. Персонажи, созданные Kawaisouni!, Опанчу Усаги и Нпочаму, также появились в музыкальном видео.

## Живые выступления
С 7 по 23 октября 2022 года Stray Kids продвигали мини-альбом Maxident с исполнением сингла «Case 143» на нескольких музыкальных программах Республики Корея, таких как «Music Bank», «Show! Music Core», «Inkigayo», «Show Champion» и «M Countdown». 8 октября группа исполнила данную композицию на шоу «Music Universe K-909», а также представила синглы саб-юнитов — «3Racha», «Taste» и «Can’t Stop»; и на церемонии «The Fact Music Awards» 2022 года в компании с сингла «Maniac». «Case 143» был добавлен в сет-лист мирового турне группы «Maniac World Tour» с шоу в Джакарте 12 ноября.
В период с декабря 2022 года по январь 2023 года группа выступала с «Case 143» на церемонии «Asia Artist Awards» 2022 года в сочетании с песней «Charmer», на «KBS Song Festival» 2022 года с «Maniac», на «SBS Gayo Daejeon» 2022 года с «Christmas EveL» и «24 to 25», на «MBC Gayo Daejejeon» 2022 с «Circus», а также на 37-й церемонии награждения Golden Disc Awards с «Super Board» и «Freeze». Stray Kids исполнили японскую версию песни на церемонии «FNS Music Festival» 14 декабря 2022 года и на специальном шестичасовом мероприятии «Music Station Ultra Super Live 2022» 23 декабря. В 2023 году группа исполнила японскую версию песни на YouTube-канале «The First Take» 24 февраля и выступила на 74-й церемонии «Кохаку ута гассэн» 31 декабря.

## Награды и номинации
| Церемония                    | Год  | Награда                                             | Итог      | Источник |
| ---------------------------- | ---- | --------------------------------------------------- | --------- | -------- |
| Asian Pop Music Awards       | 2022 | Лучший аранжировщик                                 | Номинация | [ 57 ]   |
| Circle Chart Music Awards    | 2023 | Артист года — Категория «Цифровая музыка» (Октябрь) | Номинация | [ 58 ]   |
| MTV Video Music Awards Japan | 2023 | Best Group Video — International                    | Победа    | [ 59 ]   |

## Чарты
| Чарт (2022)                               | Высшая позиция |
| ----------------------------------------- | -------------- |
| Великобритания (OCC UK Indie)             | 45             |
| Великобритания (OCC UK Singles Downloads) | 73             |
| Великобритания (UK Singles Sales Chart)   | 74             |
| Венгрия (Single Top 40)                   | 4              |
| Мир (Billboard Global 200)                | 59             |
| Литва (AGATA)                             | 99             |
| Нидерланды (Dutch Global Top 40)          | 39             |
| Новая Зеландия (RMNZ Hot Singles)         | 10             |
| Республика Корея (Circle Digital Chart)   | 20             |
| Россия (TopHit)                           | 32             |
| Сингапур (RIAS)                           | 24             |
| США (Billboard World Digital Song Sales)  | 1              |
| Япония (Billboard Japan Hot 100)          | 14             |
| Япония (Oricon Combined Singles)          | 20             |

| Чарт (2022)                     | Высшая позиция |
| ------------------------------- | -------------- |
| Япония (Oricon Combined Singles | 48             |

| Чарт (2022)                             | Высшая позиция |
| --------------------------------------- | -------------- |
| Республика Корея (Circle Digital Chart) | 72             |
| Россия (TopHit)                         | 75             |

| Чарт (2022)                              | Высшая позиция |
| ---------------------------------------- | -------------- |
| Республика Корея (Circle Download Chart) | 95             |

| Чарт (2023)                      | Высшая позиция |
| -------------------------------- | -------------- |
| Япония (Billboard Japan Hot 100) | 83             |

## Сертификации
| Регион                                                           | Сертификация | Продажи     |
| Стриминг                                                         | Стриминг     | Стриминг    |
| ---------------------------------------------------------------- | ------------ | ----------- |
| Япония (RIAJ)                                                    | Платиновый   | 100 000 000 |
| Данные только о прослушиваниях приведены на основе сертификации. |              |             |

### Комментарии
1. ↑  Аккредитован как Рафаэль (Producing Lab), Давид (3scape), Йосия (3scape) и Пан Чхан (3Racha).